# George O’Brien
George O’Brien (San Francisco, Kalifornia, 1899. április 19. – Broken Arrow, Oklahoma, 1985. szeptember 4.) amerikai színész.
A némafilm korszak legfelkapottabb színészei közé tartozott, de az 1930-as évektől főleg westernekben szerzett magának hírnevet. John Ford is többször dolgozott vele együtt.

## Fiatalkor
San Franciscóban született Daniel J. és Margaret (Donahue) O’Brien ír származású szülők legidősebb fiaként. Édesapja rendőrtiszt volt, majd később San Francisco rendőrkapitánya lett. Nyugállományba vonulása után a Kaliforniai Kriminológiai Intézet igazgatójaként dolgozott tovább.
1917-ben besorozták a Haditengerészethez, és egy tengeralattjárón szolgált az első világháborúban, ahol bátorságáért kitüntetésben részesült. Emellett ökölvívásban a csendes-óceáni flotta félnehézsúlyú bajnoka is lett.

## Karrier
O’Brien a '20-as évek elején érkezett Hollywoodba, hogy operatőrként dolgozzon, de csak rövid ideig volt segédkamerás. Színészi karrierjét kaszkadőrként kezdte. Egyik első szerepét a Moran of the Lady Letty című Rudolph Valentino főszereplésével készült filmben kapta. Az áttörést az 1924-es A tűzparipa című John Ford történelmi westernje jelentette O’Brien számára. A film hatalmas kasszasiker lett. Forddal annyira jól kijött a forgatás során, hogy a rendezőóriás kilenc további filmjében is szerepelt a jövőben. 1927-ben talán legemlékezetesebb alakítását nyújtotta a német Friedrich Wilhelm Murnau Virradat című drámájában Janet Gaynor partnereként.

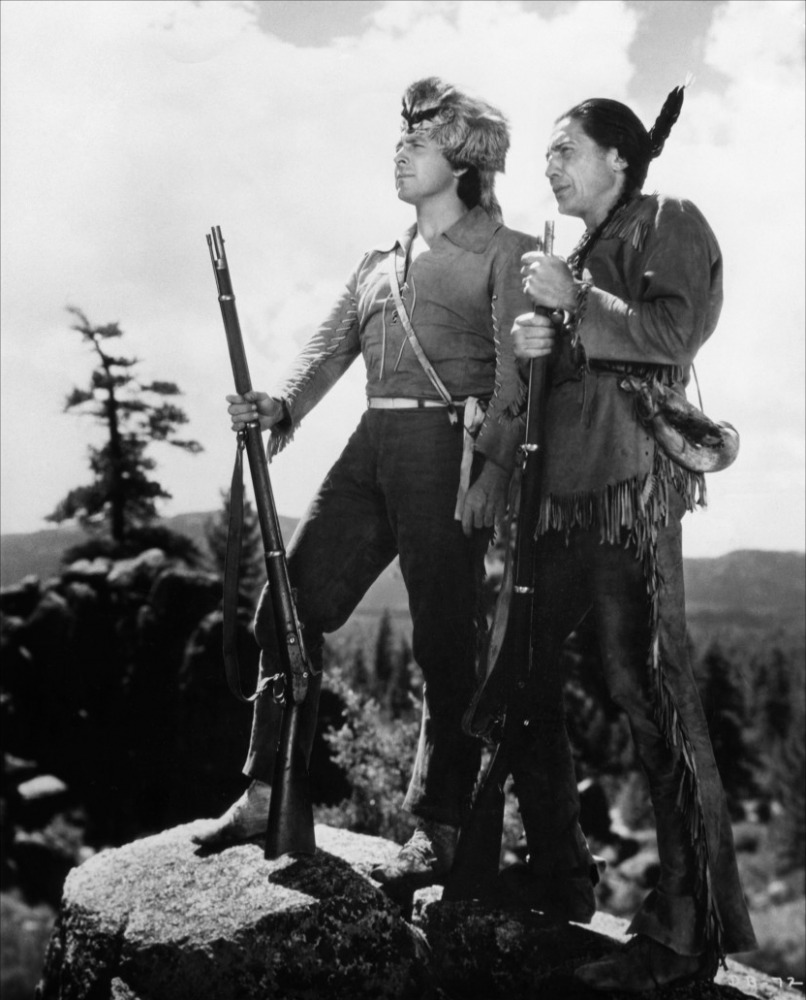
O’Brien (balra) az 1936-os Daniel Booneban

Az 1920-as évek második felében O’Brien a némafilmek legnagyobb sztárjai közé emelkedett, és Hollywood legfelkapottabb színésznőivel dolgozhatott együtt, mint Alma Rubens, Anita Stewart, Dolores Costello, Olive Borden (akihez szerelmi szálak is fűzték egy darabig) vagy Janet Gaynor. A 30-as években, ahogy beköszöntött a hangosfilmek korszaka, főleg westernfilmekben szerzett magának hírnevet.
A második világháború alatt ismét bevonult a Haditengerészethez, és fedélzetmesterként teljesített szolgálatot a Csendes-Óceánon. A háború után a tartalékos szolgálathoz is csatlakozott, ahonnan századosként szerelt le 1962-ben. Mialatt tartalékos tengerésztiszt volt, részt vett a Dwight D. Eisenhower elnöksége ideje alatt a Védelmi Minisztérium által meghirdetett People to People programban. O’Brien volt a felelőse annak a projektnek, minek keretében filmet készítettek három ázsiai országról. A Koreáról szóló produkciót régi barátja, John Ford rendezte. A másik két ország Tajvan és Fülöp-szigetek volt.
Karrierje végéhez közeledvén leginkább Ford westernjeiben bukkant fel. Utolsó filmjét, az 1964-es Cheyenne őszt is vele forgatta.

## Magánélet
O’Brien Olive Bordennel volt kapcsolatban 1926. és 1930. között. 1933. július 15-én feleségül vette Marguerite Churchill színésznőt. A pár Darcy nevű fia sikeres íróvá vált, leányuk Orin pedig a New York-i Filharmonikusok nagybőgőse lett. Harmadik gyermekük Brian csecsemőkorában meghalt. O’Brien és Churchill 1948-ban vált el.

## Halála
1982-ben agyvérzést kapott, aminek következményében ágyhoz kötött volt egészen 1985-ös haláláig.

## Fontosabb filmjei
- 1964 - Cheyenne ősz (Cheyenne Autumn) - Braden őrnagy
- 1949 - Sárga szalagot viselt (She Wore a Yellow Ribbon) - Mac Allshard őrnagy
- 1948 - Apacserőd (Fort Apache) - Sam Collingwood százados
- 1928 - Noé bárkája (Noah's Ark) - Jáfet
- 1927 - Virradat (Sunrise) - Férfi
- 1924 - A tűzparipa (The Iron Horse) - Davy Brandon

## Fordítás
- Ez a szócikk részben vagy egészben  a   George_O'Brien (actor) című angol Wikipédia-szócikk fordításán alapul.  Az eredeti cikk szerkesztőit annak laptörténete sorolja fel. Ez a jelzés csupán a megfogalmazás eredetét és a szerzői jogokat jelzi, nem szolgál a cikkben szereplő információk forrásmegjelöléseként.

## További információ
- George O’Brien a PORT.hu-n (magyarul)
- George O’Brien az Internetes Szinkronadatbázisban (magyarul)
- George O’Brien az Internet Movie Database-ben (angolul)
- George O’Brien a Rotten Tomatoeson (angolul)